# Ə̧
Cette page contient des caractères spéciaux ou non latins. S’ils s’affichent mal (▯, ?, etc.), consultez la page d’aide Unicode.
Ə̧ (minuscule : ə̧), appelé schwa cédille, est un graphème utilisé dans l’écriture de certaines langues camerounaises dont le dii, le peere et le vute. Il s’agit de la lettre schwa diacritée d’une cédille.

## Utilisation
En langues camerounaises suivant l’Alphabet général des langues camerounaises, ‹ ə̧ › représente un schwa nasalisé. Il ne s’agit d’une lettre à part entière, et elle placée avec le schwa sans accent ou avec un autre accent dans l’ordre alphabétique.

## Représentations informatiques
Le schwa cédille peut être représenté avec les caractères Unicode suivants :
- décomposé (latin étendu B, Alphabet phonétique international, diacritiques) :

| formes    | représentations | chaînes de caractères | points de code | descriptions                                      |
| --------- | --------------- | --------------------- | -------------- | ------------------------------------------------- |
| capitale  | Ə̧               | Ə◌̧                    | U+018F U+0327  | lettre majuscule latine schwa diacritique cédille |
| minuscule | ə̧               | ə◌̧                    | U+0259 U+0327  | lettre minuscule latine schwa diacritique cédille |

## Sources
- (en) Lee E. Bohnhoff, A Description of Dii Phonology, Grammar, and Discourse, Ngaoundéré, Cameroun, Dii Literature Team, 2010 (lire en ligne [archive du 4 mars 2016])
- (en) Rhonda Ann Thwing, Vute orthography statement ((phonétique modifiée avec l’API en 2004)), SIL Cameroon, 1981 (lire en ligne)